# Hai số phận (phim truyền hình Ấn Độ)
Hai số phận (tên gốc: Shakti – Astitva Ke Ehsaas Ki, nghĩa đen: Sức mạnh thần giao cách cảm) là sê-ri phim truyền hình dài tập của Ấn Độ, phát sóng trên kênh Colors TV từ năm 2016. Các diễn viên chính trong phim gồm có: Rubina Dilaik, Vivian Dsena, Lakshya Handa và Roshni Sahota. Tại Việt Nam, phim được chiếu trên kênh TodayTV từ ngày 31 tháng 8 năm 2017.